# Яблонна-Друга
Яблонна-Друга (пол. Jabłonna Druga) — село в Польщі, у гміні Яблонна Люблінського повіту Люблінського воєводства.
У 1975-1998 роках село належало до Люблінського воєводства.